# Bucy-lès-Cerny
Bucy-lès-Cerny là một xã ở tỉnh Aisne, vùng Hauts-de-France thuộc miền bắc nước Pháp.